# Passagier voor Frankfurt
Passagier voor Frankfurt is een detective- en misdaadverhaal geschreven door Agatha Christie. Het werk verscheen initieel in 1970 onder de titel Passenger to Frankfurt en werd uitgegeven door de Britse Collins Crime Club. In de Verenigde Staten werd het hetzelfde jaar uitgegeven door Dodd, Mead and Company. Een Nederlandstalige versie wordt uitgegeven door Luitingh-Sijthoff.

## Synopsis
Stafford Nye wordt op Flughafen Frankfurt am Main aangesproken door een vrouw. Ze beweert in levensgevaar te zijn. Nye geeft haar zijn mantel, paspoort en instapkaart. In Londen verneemt Nye van een beveilingsagent dat hij Mary Anns leven heeft gered, hoewel hij dacht dat ze Daphine Theadofanous heette. 
Enige tijd later ontmoet hij haar opnieuw op een feestje voor ambassadeurs waar hij haar werkelijke identiteit achterhaalt: gravin Renata Zerkowski. Via haar komt hij in contact met financier Robinson, kolonel Pikeaway, lord Altamount, James Kleek en Horsham. Nye wordt door de Britse Geheime Dienst aangeworven om Mary Ann te helpen in haar zoektocht. Volgens haar is een van voornoemde personen een mol.
Onder andere Nazi-aanhangers beweren dat Adolf Hitler geen zelfmoord pleegde, maar vluchtte naar Argentinië, trouwde en een zoon kreeg. Die zoon zou een swastika op zijn hiel hebben. Mary Ann beweert dat ze die zoon zag. De Britse geheime dienst ontkent dat Hitler een zoon heeft en is van mening dat het fascisme een opmars kent.
Matilde, een groottante van Nye, ondekt dat Charlotte von Waldsausen leidster is van een fascistische beweging en dat professor Shoreham een drug met de naam "Project B" heeft ontwikkeld die mensen altruïstisch maakt.